# 150 mét

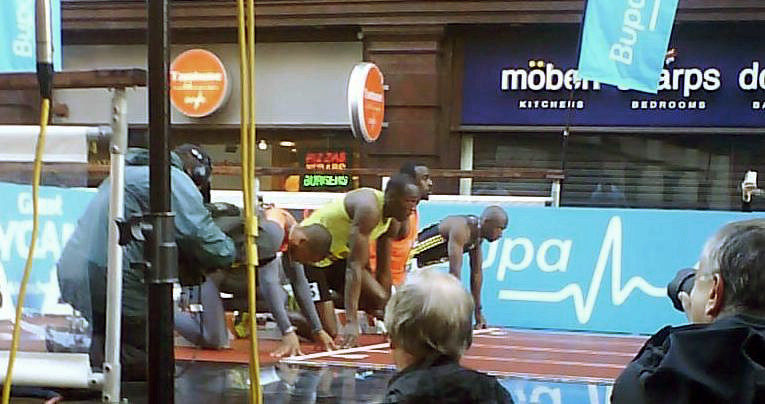
Usain Bolt chuẩn bị xuất phát trước khi lập kỷ lục thế giới 150 m tại Manchester năm 2009

150 mét là một cự ly và nội dung chạy nước rút trong môn điền kinh. Đây là một nội dung không được IAAF công nhận và hiếm khi được tổ chức. Nội dung này thường diễn ra ở phần đường chạy cong trong sân điền kinh, tuy nhiên cũng có các sân có thiết kế đường chạy 150m thẳng.
Nội dung này được chú ý nhiều vào năm 1997 với cuộc đua giữa hai nhà vô địch Thế vận hội 1996: Donovan Bailey (100 mét) và Michael Johnson (200 mét). Johnson bỏ cuộc giữa chừng, qua đó giúp Bailey giành giải thưởng 1 triệu đô la. Cuộc đua này diễn ra cùng thời với các cuộc đua 150 m giữa Bailey và quán quân Thế vận hội 1992 - Linford Christie; hai người liên tục tham dự các so tài với mức tiền thưởng cao tại Sheffield, Anh vào các năm 1995, 1996 và 1997. Christie thắng hai cuộc chạy đầu còn Bailey chiến thắng ở cuộc đua cuối.
Manchester City Games tại Anh – cuộc thi chạy trên một trong các con phố lớn tại Manchester – chứng kiến nhiều màn trình diễn đặc sắc của nội dung 150m kể từ năm 2009, trong đó có kỷ lục thế giới 14,35 giây Usain Bolt thiết lập vào năm 2009. Allyson Felix là người chạy 150 m nhanh nhất của nữ (16,36 giây vào năm 2013), mặc dù có nhiều vận động viên có thành tích tốt hơn trong giai đoạn giữa các cuộc chạy 200 m. Great North City Games (diễn ra ở Newcastle và Gateshead) với thể thức tương tự giải đấu tại Manchester cũng chứng kiến khá nhiều thành tích xuất sắc của các vận động viên. Một cuộc chạy 150 m tại Bãi biển Copacabana ở Rio de Janeiro được tổ chức vào năm 2013 và Bolt về đích với thời gian tiệm cận kỷ lục thế giới của chính anh.
Nội dung 150 m cũng là một nội dung chính tại các cuộc thi trong nhà những năm 1960 và 1970. Wales có một giải vô địch quốc gia nội dung này trước năm 1972 còn Phần Lan cũng có một giải vô địch nữ giữa thập niên 1960. Phiên bản chạy tiếp sức 4 × 150 mét diễn ra tại Giải vô địch điền kinh trong nhà châu Âu 1967 và người chiến thắng là Liên Xô. Cự ly này thu thút sự chú ý của nhà vô địch 200 m Thế vận hội 1980 - Pietro Mennea, người sở hữu thành tích 14,8 giây (bấm giờ bằng tay) tại Cassino, Ý vào năm 1983, một kỷ lục thế giới tồn tại trong hơn một phần tư thế kỷ. Nước Ý cũng là nơi chứng kiến kỷ lục 150 m nữ khi Merlene Ottey của Jamaica chạy hết 16,46 giây ở Trapani năm 1989 – thành tích không ai phá được trong hơn hai thập kỷ.

## Top 25 mọi thời đại
- + = trong quãng đường chạy 200 m
- thẳng =đường chạy thẳng
- OT = đường chạy khổ lớn (chu vi > 200 m)
- nw = không tính gió

### Nam
| XH | Thời gian | Loại      | Gió (m/s) | Tên                         | Quốc tịch            | Ngày                | Địa điểm       | Nguồn  |
| -- | --------- | --------- | --------- | --------------------------- | -------------------- | ------------------- | -------------- | ------ |
| 1  | 14,35     | thẳng     | +1,1      | Usain Bolt                  | Jamaica              | 17 tháng 5 năm 2009 | Manchester     | [ 14 ] |
| 2  | 14,41+    | thẳng     | -0,4      | Tyson Gay                   | Hoa Kỳ               | 16 tháng 5 năm 2010 | Manchester     | [ 15 ] |
| 3  | 14,65     | thẳng     | +1,4      | Walter Dix                  | Hoa Kỳ               | 17 tháng 9 năm 2011 | Gateshead      | [ 16 ] |
| 4  | 14,71     | thẳng     | +1,3      | Yohan Blake                 | Jamaica              | 17 tháng 5 năm 2014 | Manchester     | [ 17 ] |
| 5  | 14,83+    | cong      | +0,4      | Michael Johnson             | Hoa Kỳ               | 1 tháng 8 năm 1996  | Atlanta        | [ 18 ] |
| 6  | 14,87     | thẳng     | +1,4      | Marlon Devonish             | Anh Quốc             | 17 tháng 9 năm 2011 | Gateshead      | [ 19 ] |
| 6  | 14,87     | thẳng     | -0,1      | Wallace Spearmon            | Hoa Kỳ               | 20 tháng 5 năm 2012 | Manchester     | [ 20 ] |
| 8  | 14,88     | thẳng     | +1,4      | Daniel Bailey               | Antigua và Barbuda   | 31 tháng 3 năm 2013 | Rio de Janeiro | [ 21 ] |
| 9  | 14,90     | thẳng     | -1,0      | Christophe Lemaitre         | Pháp                 | 25 tháng 5 năm 2013 | Manchester     | [ 22 ] |
| 9  | 14,90     | thẳng     | -0,2      | Michael Rodgers             | Hoa Kỳ               | 14 tháng 9 năm 2013 | Newcastle      | [ 23 ] |
| 11 | 14,91     | thẳng     | +1,4      | Bruno de Barros             | Brasil               | 31 tháng 3 năm 2013 | Rio de Janeiro | [ 21 ] |
| 12 | 14,93+    | cong      | +0,3      | John Regis                  | Anh Quốc             | 20 tháng 8 năm 1993 | Stuttgart      | [ 24 ] |
| 12 | 14,93     | thẳng     | 0,0       | Miguel Francis              | Antigua và Barbuda   | 18 tháng 6 năm 2016 | Somerville     | [ 25 ] |
| 14 | 14,94+    | cong      | +1,2      | Maurice Greene              | Hoa Kỳ               | 27 tháng 8 năm 1999 | Sevilla        | [ 26 ] |
| 15 | 14,97+    | cong      | +0,3      | Carl Lewis                  | Hoa Kỳ               | 20 tháng 8 năm 1993 | Stuttgart      | [ 27 ] |
| 15 | 14,97     | cong      | +0,9      | Linford Christie            | Anh Quốc             | 4 tháng 9 năm 1994  | Sheffield      | [ 28 ] |
| 17 | 14,98     | thẳng     | +1,5      | Darvis Patton               | Hoa Kỳ               | 15 tháng 5 năm 2011 | Manchester     | [ 29 ] |
| 18 | 14,99     | cong      | +1,7      | Ian Mackie                  | Anh Quốc             | 31 tháng 5 năm 1997 | Cardiff        | [ 30 ] |
| 18 | 14,99     | Trong nhà | n/a       | Donovan Bailey              | Canada               | 1 tháng 6 năm 1997  | Toronto        | [ 31 ] |
| 18 | 14,99+    | cong      | +0,3      | Frankie Fredericks          | Namibia              | 20 tháng 8 năm 1993 | Stuttgart      | [ 32 ] |
| 18 | 14,99+    | cong      | +1,2      | Claudinei da Silva          | Brasil               | 27 tháng 8 năm 1999 | Sevilla        | [ 33 ] |
| 22 | 15,00     | thẳng     | +1,3      | Kemar Bailey-Cole           | Jamaica              | 17 tháng 5 năm 2014 | Manchester     | [ 17 ] |
| 23 | 15,02+    | cong      | +1,2      | Francis Obikwelu            | Bồ Đào Nha           | 27 tháng 8 năm 1999 | Sevilla        | [ 34 ] |
| 24 | 15,03     | thẳng     | -0,2      | Kim Collins                 | Saint Kitts và Nevis | 14 tháng 9 năm 2013 | Newcastle      | [ 35 ] |
| 25 | 15,04     | thẳng     | +0,4      | Lykourgos-Stefanos Tsakonas | Hy Lạp               | 26 tháng 5 năm 2017 | Manchester     | [ 36 ] |

### Nữ
| XH | Thời gian | Loại  | Gió (m/s) | Tên                      | Quốc tịch | Ngày                | Địa điểm       | Nguồn  |
| -- | --------- | ----- | --------- | ------------------------ | --------- | ------------------- | -------------- | ------ |
| 1  | 16,10+    | cong  | +1,3      | Florence Griffith Joyner | Hoa Kỳ    | 29 tháng 9 năm 1988 | Seoul          | [ 37 ] |
| 2  | 16,23+    | cong  | +0,6      | Inger Miller             | Hoa Kỳ    | 27 tháng 8 năm 1999 | Sevilla        | [ 38 ] |
| 3  | 16,28+    | cong  | +1,7      | Allyson Felix            | Hoa Kỳ    | 31 tháng 8 năm 2007 | Osaka          |        |
| 4  | 16,30     | thẳng | +0,1      | Tori Bowie               | Hoa Kỳ    | 4 tháng 6 năm 2017  | Boston         | [ 39 ] |
| 5  | 16,33+    | cong  | 0,0       | Merlene Ottey            | Jamaica   | 19 tháng 9 năm 1993 | Stuttgart      | [ 40 ] |
| 6  | 16,43+    | cong  | +1,7      | Veronica Campbell-Brown  | Jamaica   | 31 tháng 8 năm 2007 | Osaka          |        |
| 7  | 16,50     | thẳng | +1,5      | Carmelita Jeter          | Hoa Kỳ    | 17 tháng 9 năm 2011 | Gateshead      | [ 41 ] |
| 8  | 16,54+    | cong  | +0,6      | Merlene Frazer           | Jamaica   | 27 tháng 8 năm 1999 | Sevilla        | [ 42 ] |
| 8  | 16,54     | thẳng | +0,1      | Debbie Ferguson-McKenzie | Bahamas   | 17 tháng 5 năm 2009 | Manchester     | [ 43 ] |
| 10 | 16,57+    | cong  | +0,6      | Beverly McDonald         | Jamaica   | 27 tháng 8 năm 1999 | Sevilla        | [ 44 ] |
| 10 | 16,57     | thẳng | +1,1      | Desiree Henry            | Anh Quốc  | 10 tháng 9 năm 2016 | Newcastle      | [ 45 ] |
| 12 | 16,59     | thẳng | +1,2      | Candyce McGrone          | Hoa Kỳ    | 12 tháng 9 năm 2015 | Newcastle      | [ 46 ] |
| 13 | 16,63     | thẳng | +0,2      | Anyika Onuora            | Anh Quốc  | 25 tháng 5 năm 2013 | Manchester     | [ 47 ] |
| 14 | 16,64     | thẳng | +0,2      | Lauryn Williams          | Hoa Kỳ    | 25 tháng 5 năm 2013 | Manchester     | [ 48 ] |
| 15 | 16,67     | thẳng | +1,1      | Natasha Hastings         | Hoa Kỳ    | 10 tháng 9 năm 2016 | Newcastle      | [ 49 ] |
| 16 | 16,69     | thẳng | -0,9      | Asha Philip              | Anh Quốc  | 6 tháng 9 năm 2014  | Newcastle      | [ 50 ] |
| 17 | 16,70     | thẳng | -0,1      | Dina Asher-Smith         | Anh Quốc  | 9 tháng 9 năm 2017  | Newcastle      | [ 51 ] |
| 18 | 16,73     | cong  | +2.0      | Mariya Ryemyen           | Ukraina   | 31 tháng 8 năm 2013 | Amsterdam      | [ 52 ] |
| 18 | 16,73     | cong  | nw        | Rose-Aimée Bacoul        | Pháp      | 30 tháng 7 năm 1984 | San Diego      |        |
| 20 | 16,75     | thẳng | nw        | Franciela Krasucki       | Brasil    | 31 tháng 3 năm 2013 | Rio de Janeiro | [ 21 ] |
| 21 | 16,80     | thẳng | +1,1      | Jodie Williams           | Anh Quốc  | 10 tháng 9 năm 2016 | Newcastle      | [ 53 ] |
| 22 | 16,81     | thẳng | +0,1      | Shalonda Solomon         | Hoa Kỳ    | 4 tháng 6 năm 2017  | Boston         | [ 54 ] |
| 23 | 16,82+    | cong  | +1,7      | Susanthika Jayasinghe    | Sri Lanka | 31 tháng 8 năm 2007 | Osaka          |        |
| 24 | 16,84     | thẳng | +1,2      | Jeneba Tarmoh            | Hoa Kỳ    | 12 tháng 9 năm 2015 | Newcastle      | [ 55 ] |
| 24 | 16,84     | thẳng | +0,1      | Tiffany Townsend         | Hoa Kỳ    | 4 tháng 6 năm 2017  | Boston         | [ 54 ] |